# Nigel Stock
Nigel Hector Munro Stock, född 21 september 1919 på Malta, död 23 juni 1986 i London, var en brittisk skådespelare.

## Rollista i urval
- 1936 – Mannen som kunde göra underverk
- 1947 – Drama i East End
- 1947 – Lagt kort ligger
- 1954 – De flögo österut
- 1962 – Fånglägersabotören
- 1963 – Den stora flykten
- 1964 – Flykten från Dunkerque
- 1965–1968 – Sherlock Holmes (TV-serie) (29 avsnitt)
- 1966 – Generalernas natt
- 1968 – Så tuktas ett lejon
- 1970 – Cromwell
- 1973 – Lord Nelson och Emma Hamilton
- 1980 – En berättelse om två städer (TV-serie) (7 avsnitt)
- 1980 – Spegeln sprack från kant till kant
- 1981–1982 – Javisst, herr minister (TV-serie) (2 avsnitt)
- 1982 – Doctor Who (TV-serie) (3 avsnitt)
- 1983 – Kapten Gulskägg
- 1985 – Pickwickklubben (TV-serie) (12 avsnitt)
- 1985 – Tempelmysteriet